# Moxico
Moxico – jedna z 18 prowincji Angoli, znajdująca się we wschodniej części kraju. Pod względem powierzchni jest największą prowincją Angoli. Razem z Cuando-Cubango należy także do najsłabiej zaludnionych. Prowincja była głównym ośrodkiem działalności partyzantki UNITA podczas wojny domowej w Angoli.
Sąsiaduje z Demokratyczną Republiką Konga na północnym wschodzie, oraz z Zambią na wschodzie, a także z trzema innymi prowincjami Angoli: Cuando-Cubango na południu, Bié na zachodzie i Lundą Południową na północy. 
Mexico charakteryzuje się występowaniem dużej różnorodności etnicznej. Do największych grup należą tutaj: Chokwe, Luvale, Mbunda, Lucazi i Ovimbundu. 
Podstawową działalnością gospodarczą jest rolnictwo. Uprawia się tutaj głównie: ryż, maniok, warzywa, kukurydzę, sorgo i proso. W hodowli zwierząt dominuje bydło. 
W Moxico znajduje się Park Narodowy Cameia.

## Podział administracyjny
W skład prowincji wchodzi 9 hrabstw:
| - Alto Zambeze - Bundas - Camanongue - Léua - Luacano - Luau - Luchazes - Lumeje - Moxico |